# 李鴻超
李鴻超（1918年—2007年9月29日），陝西省邠縣人，著名教育家。

## 生平经历
1944年畢業於国立西北大學，于邠縣中學擔任校長，並增辦高中班。1947年當選為第一屆國民大會陝西省代表並旋任國民黨西安市黨部主任秘書，1949年赴台。於1958年擔任新竹市私立光復高級中學校長並擔任國民大會代表之職，1961年至1966年創辦明新工業專科學校(今明新科技大學)，1967年任校長。1981年擔任明新工專董事長，曾被列入劍橋大學世界名人錄。
1990年李鸿超为家乡彬县中学捐赠电脑20台，价值2万多美元。1993年又捐款10万元用于彬县的教育事业。
於1998年起，每年資助陝西籍24名貧困之大學生，同時向西北大學、邠縣中學、邠縣城關小學等校捐款捐物，為一名典範之教育家。

## 家庭
其子李小超任明新科技大学电子工程系副教授。

## 外部連結
- （繁體中文） 明新科技大學創辦人紀念網頁
- YouTube上的 李鴻超博士於明新科大第五任校長交接典禮講話 （页面存档备份，存于）